# Herbert Prügl
Herbert Prügl (* 5. Juni 1946 in Německý Benešov, Tschechoslowakei; † 1. Januar 2007 in Trhové Sviny, Tschechien) war ein österreichischer Motorradrennfahrer.

## Biographie
Prügl begann seine motorsportliche Laufbahn auf Solo-Motorrädern. Seinen größten Erfolg feierte er im Gespannrennsport, wo er gemeinsam mit Hannes Kussberger beim Grand Prix von Österreich 1975 hinter den Deutschen Rolf Steinhausen/Josef Huber und den Schweizern Angelo Pantellini/Alfredo Manzzoni den dritten Platz erringen konnte. Danach versuchte er sich kurz im Speedway, bevor er 1988 zwei Formel-3-Rennen bestritt.
Der für den MSC Rottenegg aktive Motorsportler starb am Neujahrstag an einem Herzinfarkt. Er wurde am 12. Januar 2007 im Familiengrab seiner Großeltern in Benešov nad Černou beigesetzt.